# Andrew Koenig
Joshua Andrew Koenig (Los Angeles, 17 augustus 1968 – Vancouver, tussen 14 en 25 februari 2010) was een Amerikaans acteur, filmregisseur, editor en scenarioschrijver.
Koenig speelde van 1985 tot 1989 Richard 'Boner' Stabone in de sitcom Growing Pains. In die tijd was hij ook te zien in My Sister Sam, My Two Dads en 21 Jump Street.
Koenig speelde The Joker in de kortfilm Batman: Dead End. Hij speelde ook nog in de onafhankelijke film The Theory of Everything (2006), maar werd meer en meer actief achter de schermen. Hij schreef en produceerde/regisseerde onder meer de korte films Good Boy (2003), Woman in a Green Dress en Instinct vs. Reason (2004). Hij was ook actief als editor voor een aantal films.
Koenig was de zoon van acteur Walter Koenig en vergezelde zijn vader in juli 2007 naar de Birmaanse vluchtelingenkampen in Thailand in het kader van de Amerikaanse campagne voor Birma. In 2008 protesteerde hij in China tegen de steun van China aan het regime van Birma en werd daarvoor gearresteerd.
In februari 2010 pleegde Koenig op 41-jarige leeftijd zelfmoord door ophanging. Zijn lichaam werd op 25 februari in Vancouver gevonden, nadat hij rond 14 februari was verdwenen.

## Filmografie
| Jaar      | Titel                           | Rol                     | Opmerkingen                                         |
| --------- | ------------------------------- | ----------------------- | --------------------------------------------------- |
| 1973      | Adam-12                         | Jongetje                | aflevering: "Rampart Division: The Senior Citizens" |
| 1985–1989 | Growing Pains                   | Richard (Boner) Stabone | 25 afleveringen                                     |
| 1987      | My Sister Sam                   |                         | aflevering: "Go Crazy"                              |
| 1988      | 21 Jump Street                  | Wally                   | aflevering: "Champagne High"                        |
| 1989      | My Two Dads                     | Jon                     | aflevering : "You Can Count on Me"                  |
| 1990      | G.I. Joe: A Real American Hero  |                         |                                                     |
| 1993      | Star Trek: Deep Space Nine      | Tumak                   | aflevering: "Sanctuary "                            |
| 2003      | Batman: Dead End                | The Joker               | Fanfilm                                             |
| 2006      | The Theory of Everything        | Scott                   | video                                               |
| 2008      | InAlienable                     | Emil                    |                                                     |
| 2010      | DaZe: Vol. Too (sic) - NonSeNse | Vice Chancellor         | post-productie                                      |